# Lauri Kerminen
Lauri Kerminen (ur. 18 stycznia 1993 w Suonenjoki) – fiński siatkarz, grający na pozycji libero, reprezentant Finlandii. 

## Sukcesy klubowe
Mistrzostwo Finlandii:
- 2013
- 2014

Puchar Finlandii:
- 2014

Mistrzostwo Rosji:
- 2019, 2021
- 2020

Superpuchar Rosji:
- 2019, 2021

Puchar Rosji:
- 2020

Puchar CEV:
- 2021

## Nagrody indywidualne
- 2019: Najlepszy libero Memoriału Huberta Jerzego Wagnera